# Kennel Peak
Kennel Peak är en bergstopp i Antarktis. Den ligger i Västantarktis. Inget land gör anspråk på området. Toppen på Kennel Peak är 800 meter över havet.
Terrängen runt Kennel Peak är kuperad österut, men västerut är den platt. Trakten är obefolkad. Det finns inga samhällen i närheten. 